# Ли Гун
Ли Гун (кит. 李塨, пиньинь Lǐ Gōng) (14 мая 1659, Лисянь, Чжили, империя Цин — 14 февраля 1733, Лисянь, Чжили, империя Цин) — китайский философ, ученик Янь Юаня (кит. 顏元). Вместе со своим учителем основал философскую школу Янь-Ли.

## Биография
Родился 14 мая 1659 года в деревне Сицаоцзяцзуй провинции Чжили (современная провинция Хэбэй) в семье ученого Ли Минсина.
В 20 лет написал первое собственное произведение «Сборник о стремлении к сыновней почтительности» (не сохранилось).
В 1679 году стал учеником Янь Юаня. Под влиянием учителя стал вести дневник и заниматься науками. Опубликовал ряд работ.
После смерти Янь Юаня (1704 год) создал на родине учителя, в уезде Бое, мемориал «Ученая обитель Сичжая», а через год по материалам своих дневников составил жизнеописание Янь Юаня под названием «Погодовая биография наставника Янь Сичжая».
С 1715 по 1716 год был под следствием по делу о мятеже. Был оправдан.
В 1718 году назначен на пост смотрителя учебных заведений округа Тунчжоу (современный Наньтун), однако через несколько месяцев оставил службу по состоянию здоровья.
В 1730 году возглавил работу над географическом справочником «Географическое описание столичной провинции» (столичной в это время была провинция Чжили).
14 февраля 1733 года умер в родной деревне Сицаоцзяцзуй.